# Vought SBU Corsair
Vought SBU-1 Corsair là một loại máy bay ném bom bổ nhào hai tầng cánh của hãng Vought Aircraft Company, nó được trang bị cho Hải quân Hoa Kỳ.

## Quốc gia sử dụng
Argentina
 Hoa Kỳ
- Hải quân Hoa Kỳ

## Tính năng kỹ chiến thuật (SBU-1)
Dữ liệu lấy từ United States Navy Aircraft since 1911 
Đặc điểm tổng quát
- Kíp lái: 2
- Chiều dài: 27 ft 10 in (8,49 m)
- Sải cánh: 36 ft 3 in (10,14 m)
- Chiều cao: 11 ft 11 in (3,63 m)
- Diện tích cánh: 327 ft² (30,4 m²)
- Trọng lượng rỗng: 3.645 lb (1.659 kg)
- Trọng lượng cất cánh tối đa: 5.520 lb (2.509 kg)
- Động cơ: 1 × Pratt & Whitney R-1535-80 Twin Wasp Junior, 700 hp (522 kW)

 Hiệu suất bay 
- Vận tốc cực đại: 178 knot (205 mph, 330 km/h) trên độ cao 8.900 ft (2.700 m)
- Vận tốc hành trình: 106 knot (122 mph, 196 km/h)
- Tầm bay: 477 hải lý (548 mi, 882 km)
- Trần bay: 23.700 ft (10.800 m)
- Vận tốc lên cao: 1.180 ft/phút (6 m/s)

Trang bị vũ khí

- Súng: 2x Súng máy M1919 Browning .30 in (7,62 mm)
- Bom: 1x quả bom 500 lb (227 kg)